# جورج حداد
جورج حداد (1934- 2009 م) كاتب وشاعر وصحفي قومي أردني، مؤسس القسم العبري بالتلفزيون الأردني الذي كانت لأعماله من نشرات إخبارية وتعليقات سياسية آنذاك التأثير الكبير داخل المجتمع اليهودي في دولة الاحتلال حتى قالت عنه غولدا مائير- رئيسة وزراء الكيان الصهيوني آنذاك- إبَّان حرب 1973: لم تتعرض إسرائيل في تاريخها كدولة لحرب نفسية شرسة كالتي شنها تلفزيون الأردن.

## ولادته ونشأته
ولد جورج حداد في مدينة السلط الأردنية وعاش في إربد. درس آداب اللغة في جامعة بيروت العربية. بدأ مسيرته معلماً، وكان كأبناء جيله من روّاد التعليم في الأردن، لا يُعَلم النحو والصرف فحسب؛ بل يزرع الوعي في ضمائر طلابه، بريادة أمّتهم، وحق وطنهم عليهم، و بحقائق الصراع مع المستعمر.

## الإعلامي المؤثر
انتقل إلى الإعلام عام 1971، عبر الإذاعة الأردنيّة، عمل فيها كرئيس للقسم السياسي ثم انتقل للعمل بالتلفزيون الأردني كمحلل سياسي ومؤسس للقسم العبري وعين رئيسا له وخاض حربا إعلامية مع الكيان الصهيوني في كشف حقائقهم وزيفهم، حيث اشتهر بفضح الاختراقات اليهودية للكنيسة الكاثوليكية، ثم عين مديرا لدائرة الاخبار في التلفزيون عام 1974 ومن ثم مستشارا سياسيا في وزارة الإعلام
في فترة عمله في الإذاعة الأردنيّة تعرّف جورج على الرئيس الشهيد وصفي التلّ، وقد آمن بمشروع التلّ ونهجه، في سبيل بناء الدولة الأردنيّة الحديثة وخطابها النهضوي الوحدوي، وهو المشروع المضادّ موضوعيّا للمشروع الصهيوني، والمعادي له بحكم التكوين والبنية والخطاب. وقد تطوّرت علاقته بالرئيس التلّ على نحو لافت؛ فغدا الأقرب له، يجمعهما توجّه فكري سياسي متقارب.

## الكاتب السياسي
كما عمل كاتبا سياسيا بشكل يومي في صحيفة الرأي منذ تأسيسها وحتى بداية الثمانينيات من القرن الماضي ثمّ انتقل إلى صحيفة الدستور حيث دأب لمدة ربع قرن على كتابة أفكاره وتحليلاته الاجتماعية والفكرية والفلسفية تحت عمود (هزة غربال) في جريدة الدستور الأردنية وهي زاوية صحفية أشبه بمقتطفات وأقوال وحكم يبدعها بشكل مختصر ومكثف ومؤثر جدا، من بين ما جاء فيها: يرددون.. ما ضاع حق وراءه مطالب.. لكن ماذا عن الحق عندما يكون المُطالب ضائعا؟، وقال أيضا: “ هل في كل كبائر الدنيا ما يوازي اغتيال القانون باسم القانون واتهام الأبرياء باسم العدالة!؟، و الحزب..فكرة منظمة. لكن بعضنا ينشئ تنظيمات حزبية.. ثم يبحث لها عن أفكار.، وقال: “ تشويه العلوم الإنسانية في كل فروعها كان ولم يزل الطابع المميز في معاهدنا وجامعاتنا!! وأيضا قال: “أولى درجات الشعور بالمسؤولية الشعبية أو الرسمية هي تفهم واقعنا الطبيعي كمجتمع وأمة تامة، فلا تبقى أوضاعنا المفتعلة هي مدار العمل والتخطيط، وأيضا هو القائل: “ عندنا عدو دائم دائم وأبدي هو المعتقدات اليهودية ومعتنقوها.

## علاقته بالملك فيصل
كان الملك فيصل بن عبد العزيز ملك السعودية مولعاً بقراءة مقالاته، وكان جورج حداد أول من تجرأ من الصحفيين وامتدح حركة حماس ومؤسسها أحمد ياسين بعدة مقالات في بداية انطلاقتها. له قصائد شعبية مغناة حيث انتبه مبكرا إلى أهميّة الأغنية الفلكلوريّة، ودورها في بث قِيَم الحبّ والعطاء والحياة؛ فكتب جزءا من كلمات أغانينا المستلهمة من التراث والفلكلور المحلي، مثل: لوحي بطرف المنديل و يمه طل وحياني وغيرهم، كما أنه يفضل التحدث بالعامية في حواراته رغم جزالة لغته الكتابية.
قال عنه الكاتب عمر شاهين بعد وفاته: ” أنا رجل أنعى ثقافة بأكملها وأكتب عن نصف قرن من مداد قلم كان ينبع من عقلك ياجورج، أنت لم تنس أن السياسة لن يكتب لها تاريخ إن لم تكن موجهة نحو العدو الأول له كمسيحي وعروبي، فأينما يدير المسلم والمسيحي وجهه فإن عدوه الأول هي الصهيونية”

## في وجه الصهيونية
أما الكاتب الصحفي فؤاد حسين فوصفه قائلا: “جورج حداد عشق سهول حوران، وجبال السلط. وحواري عمان، مثلما عشق أزقة بغداد، وشعاب القدس، وجبل قاسيون، كلها عنده كانت بلاد الشام فهي لأهلها فحسب دون غيرهم، وما الصهاينة إلا كما كان الفرنجة من قبلهم عابرون في كلام عابر، فكما كان أجداده من قبل يقاومون الفرنجة الذين حاولوا أن يسرقوا المسيحية من أهلها في الشرق، كان جورج حداد يقاوم ويحشد ضد الاحتلال الصهيوني ذلك الاحتلال الذي لم يقلقه قط توسعه وقوته وعنجهيته، فقد كان مطمئن البال أن المسألة مجرد وقت، وسيرحلون كما رحل كل الغزاة من قبلهم”.

## أفضل ما كتب عن جورج حداد
- غربال جورج حداد وداعا نسخة محفوظة 11 أبريل 2013 at Archive.is